# 许林枫
许林枫（1922年8月—2018年3月7日），男，河南省孟县坡底村人，中华人民共和国政治人物，青海省人民政府原副省长。

## 生平
1922年生于河南省孟县坡底村。1937年参加民先，和一批进步青年在家乡坡底、横洞、干沟桥一带进行抗日宣传活动。1938年加入中国共产党，毕业于抗日军政大学。抗日战争及第二次国共内战时期，许林枫（化名鲁凌风）在安阳县工作，历任分工委书记（区委书记），县委宣传部长、副书记等职。
1949年10月中华人民共和国成立后，任中共安阳县委书记，领导全县的土地改革运动。1952年后，历任中共平原省委办公厅互助合作科科长、中共中央华北局农村工作部四处副处长、中共信阳市委副书记等职。1960年夏调至青海省工作，历任中共青海省委农村工作部副部长、青海省农牧厅厅长等职。文化大革命期间受到冲击。
1973年4月后，历任中共海北藏族自治州委第一书记，西宁市委书记（当时设有第一书记），后兼任市革委会主任、市政协主席，中共青海省委常委兼海东地委第一书记、海东军分区第一政委等职。1981年11月，任青海省人民政府副省长。1983年3月调至中央，任农牧渔业部农村经济管理干部学院党委书记。1995年6月离休。2018年3月7日在北京市逝世。

## 出版物
- 许林枫 (编). . 北京: 中国农业出版社. 1995. ISBN 7-109-04128-X.
- 许林枫 (编). . 南京: 江苏人民出版社. 1997. ISBN 7-214-01866-7.
- 许林枫 (编). . 北京: 中国农业出版社. 1999. ISBN 7-109-06212-0.